# Schizoneuraphis machiliphaga
Schizoneuraphis machiliphaga är en insektsart. Schizoneuraphis machiliphaga ingår i släktet Schizoneuraphis och familjen långrörsbladlöss. Inga underarter finns listade i Catalogue of Life.